# One Sexy Zone
《one Sexy Zone》(원 섹시 존)은 Sexy Zone의 1번째 정규 음반이다.

## 개요
데뷔 싱글 〈Sexy Zone〉부터 세 번째 싱글 〈Sexy Summer에 눈이 내린다〉까지가 포함된 첫 번째 정규 음반이다.

## 수록곡

### 초회 한정반
CD
1. 完全マイウェイ / 완전 마이웨이
2. Silver Moon
3. Lady ダイヤモンド / Lady 다이아몬드
  - 작사: 마츠이 고로 / 작곡: 마카이노 코지 / 편곡: 후나야마 모토키
4. IF YOU WANNA DANCE
5. rouge - 키쿠치 후마 솔로곡
6. GAME
7. 君と… Milky way / 너와… Milky way
8. Sexy Zone
9. Don't Stop Sexy Boyz！ - Sexy Boyz
10. きみを離さない きみを離れない / 너를 놓지않아 너와 헤어지지 않아
  - 작사: 사토 쇼리
11. We can be one
12. Teleportation - 나카지마 켄토 솔로곡
13. Sexy Summerに雪が降る / Sexy Summer에 눈이 내린다
  - 작사: 미우라 요시코 / 작곡: Janne Hyoty, Martin Grano / 편곡: 스즈키 Daichi 히데유키
14. スキすぎて / 너무 좋아서
15. 今日はありがとう / 오늘도 고마워
16. 名前のない想い / 이름없는 마음

DVD
- 스페셜 영상 in 라스베가스 (데뷔 1주년 기념 인터뷰 포함) [69분]

특전
- 일련 번호 악수회 엔트리권 봉입
- 호화 24P 사진집
- 1st 애니버서리 BOX 사양

### 통상반
1. 完全マイウェイ / 완전 마이웨이
2. Silver Moon
3. Lady ダイヤモンド / Lady 다이아몬드
  - 작사: 마츠이 고로 / 작곡: 마카이노 코지 / 편곡: 후나야마 모토키
4. IF YOU WANNA DANCE
5. rouge - 키쿠치 후마 솔로곡
6. GAME
7. 君と… Milky way / 너와… Milky way
8. Sexy Zone
9. Don't Stop Sexy Boyz！ - Sexy Boyz
10. きみを離さない きみを離れない / 너를 놓지않아 너와 헤어지지 않아
  - 작사: 사토 쇼리
11. We can be one
12. Teleportation - 나카지마 켄토 솔로곡
13. Sexy Summerに雪が降る / Sexy Summer에 눈이 내린다
  - 작사: 미우라 요시코 / 작곡: Janne Hyoty, Martin Grano / 편곡: 스즈키 Daichi 히데유키
14. スキすぎて / 너무 좋아서
15. 今日はありがとう / 오늘도 고마워
16. 勇気100% / 용기 100%

특전 (초회 프레스)
- 일련 번호 악수회 엔트리권 봉입
- 오리지널 트레이딩 카드 2매 세트 봉입 (전체 1종＋솔로 5종 중 1종 봉입)